# Ophiogomphus edmundo
Ophiogomphus edmundo är en trollsländeart som beskrevs av James George Needham 1951. Ophiogomphus edmundo ingår i släktet Ophiogomphus och familjen flodtrollsländor. IUCN kategoriserar arten globalt som starkt hotad. Inga underarter finns listade i Catalogue of Life.